# Надгробни споменик Димитрију Станковићу у селу Гуча
Споменик Димитрију Станковићу у селу Гуча (†1836) налази се на Анђелића гробљу у селу Гуча, Општина Лучани. Покојник, у натпису поменут као „Бугарин житељ села Гуче”, био је потомак извесног „Стојана Бугарина” који се у Драгачево доселио у 18. веку и по коме је названа овдашња фамилија Бугарчић. Споменик је рад чувеног драгачевског каменоресца Радосава Чикириза из села Рти.

## Опис
Споменик у облику стуба од живичког пешчара, димензија 145х61х23 cm. У правоугаоном удубљењу на западној страни уклесан је натпис, испод кога је крст на постољу. У врху, изнад натписа, уклесан је делимично читак четвороцифрени број: 18?6, који највероватније означава годину када је подигнут. Преко целе источне стране исклесан је рељефни орнамент састављен од четири у низу повезаних равнокраких крстова различитих облика и величина, док су бочне стране празне. На споменику нема других декоративних мотива. Релативно је добро очуван, прекривен различитим врстама лишаја.

### Епитаф
Текст исписан читким словима предвуковског писма гласи:
ОВДЕ ПОЧИВА РАБЪ БОЖİИ ДИМИТРİЕ СТАНКОВИЋЪ ИНАЧЕ БУГАРİН ЖİТЕЉ СЕЛА ГУЧЕ, ПОЖИВИ 60 ГОД, İ УМРЕ 16. СЕПТЕМБРА 1836 Г:
БЫЛѢГЪ ОВАЙ ДАО ПИСАТИ МИЛОЕ СЫНЪ ЕГО
А ПİСАГА ЧİКİРİЗЪ РАДОСАВЪ